# عبرن استیت (کنتاکی)
عبرن استیت (به انگلیسی: Hebron Estates) شهری در ایالت کنتاکی کشور ایالات متحده آمریکا است که جمعیت آن در سرشماری سال ۲۰۱۰ میلادی، ۱٬۰۸۷ نفر بوده‌است.